# Drouin (Australie)
Pour les articles homonymes, voir Drouin.
Drouin (6 858 habitants) est une ville du Gippsland de l'État du Victoria, en Australie. Elle est située à 102 km à l'est de Melbourne.
Les habitants de cette localité ont ressenti le tremblement de terre de magnitude 5,2à 5,4 avec des répliques à 3,1, qui secoua le Victoria le 19 juin 2012,.